# Matt Goddard
Matt Goddard (ur. 1 grudnia 1975) – australijski międzynarodowy sędzia rugby union. Sędziował w Super 12/14, a także w rozgrywkach reprezentacyjnych.
W rozgrywkach Shute Shield poprowadził 109 meczów, w tym dwa finały, otrzymał także kilka wyróżnień stanowego stowarzyszenia sędziowskiego. W Super 12 zadebiutował natomiast w roku 2002, a jego najważniejszym pojedynkiem był jeden z półfinałów w edycji 2007.
Doświadczenie zbierał sędziując Mistrzostwa Świata U-19 w Rugby Union Mężczyzn 2000, Mistrzostwa Świata U-21 w Rugby Union Mężczyzn 2002 oraz IRB Sevens World Series. W roku 2004 wraz z George'em Ayoubem został zawodowym arbitrem podpisując kontrakt z Australian Rugby Union. Na arenie międzynarodowej był głównym sędzią w piętnastu testmeczach, debiutując meczem Kanady z Walią w 2005 roku. Pucharze Narodów Pacyfiku w edycjach 2006 i 2008, Pucharze Trzech Narodów 2008, Churchill Cup 2009 oraz w innych meczach z udziałem międzynarodowych drużyn.
W 2009 roku zakończył aktywną karierę sędziowską na boisku z uwagi na chroniczną kontuzję stopy, pozostał jednak związany ze sportem w roli arbitra telewizyjnego, w tym podczas Pucharu Świata 2011 czy tournée British and Irish Lions 2013.